# Simpsonovi (34. řada)
Třicátá čtvrtá řada amerického animovaného seriálu Simpsonovi je pokračováním třicáté třetí řady tohoto seriálu. Dne 3. března 2021 bylo oznámeno, že seriál Simpsonovi byl obnoven pro 33. a 34. řadu. Premiérově byla 34. řada vysílána na americké televizní stanici Fox od 25. září 2022 do 21. května 2023. Součástí této řady je celkem 22 dílů.
V Česku byly díly 34. řady zpřístupňovány nejprve na Disney+ s českými titulky. Díly byly na české Disney+ přidány ve čtyřech vlnách – prvních 6 dílů 14. prosince 2022, následujících 6 dílů 8. února 2023. Poté probíhaly premiéry po 5 epizodách, a to dne 19. dubna 2023 a 21. června 2023.
České znění 34. řady bylo vysíláno během 26. týdne roku 2023 (pondělí 26. června – sobota 1. července) na stanici Prima Cool. Oproti předešlým řadám byly tyto díly vysílány v čase běžně vyhrazeném pro reprízy (byly tedy vysílány po reprízách 33. řady seriálu, po 34. řadě opět následovaly reprízy 1. řady).

## Seznam dílů
| Č. v seriálu | Č. v řadě | Původní název                                   | Český název                                           | Režie               | Scénář                                  | Premiéra v USA     | Premiéra v ČR (Disney+, české titulky) | Premiéra v ČR (Prima Cool, české znění) | Produkční kód | Sledovanost v USA (v mil. diváků) |
| ------------ | --------- | ----------------------------------------------- | ----------------------------------------------------- | ------------------- | --------------------------------------- | ------------------ | -------------------------------------- | --------------------------------------- | ------------- | --------------------------------- |
| 729          | 1         | Habeas Tortoise                                 | Jak se vlastně želva hledá?                           | Matthew Faughnan    | Broti Guptaová                          | 25. září 2022      | 14. prosince 2022                      | 26. června 2023                         | UABF16        | 4,15                              |
| 730          | 2         | One Angry Lisa                                  | Rozhněvaná Líza                                       | Matthew Nastuk      | Jessica Conradová                       | 2. října 2022      | 14. prosince 2022                      | 26. června 2023                         | UABF19        | 1,46                              |
| 731          | 3         | Lisa the Boy Scout                              | Láska kvete v každém hacku                            | Timothy Bailey      | Dan Greaney                             | 9. října 2022      | 14. prosince 2022                      | 27. června 2023                         | UABF21        | 3,43                              |
| 732          | 4         | The King of Nice                                | Nejmilejší moderátor                                  | Debbie Mahanová     | Jessica Conradová                       | 16. října 2022     | 14. prosince 2022                      | 27. června 2023                         | UABF20        | 1,16                              |
| 733          | 5         | Not It                                          | Ne tak zcela To                                       | Steven Dean Moore   | Cesar Mazariegos                        | 23. října 2022     | 14. prosince 2022                      | 27. června 2023                         | UABF17        | 3,63                              |
| 734          | 6         | Treehouse of Horror XXXIII                      | Speciální čarodějnický díl XXXIII                     | Rob Oliver          | Carolyn Omineová Ryan Koh a Matt Selman | 30. října 2022     | 14. prosince 2022                      | 27. června 2023                         | UABF18        | 3,95                              |
| 735          | 7         | From Beer to Paternity                          | Od piva k otcovství                                   | Rob Oliver          | Christine Nangleová                     | 13. listopadu 2022 | 8. února 2023                          | 28. června 2023                         | OABF01        | 4,77                              |
| 736          | 8         | Step Brother from the Same Planet               | Bratříčku, běž se vycpat                              | Matthew Faughnan    | Dan Vebber                              | 20. listopadu 2022 | 8. února 2023                          | 28. června 2023                         | UABF22        | 1,21                              |
| 737          | 9         | When Nelson Met Lisa                            | Když Nelson potkal Lízu                               | Steven Dean Moore   | Ryan Koh                                | 27. listopadu 2022 | 8. února 2023                          | 28. června 2023                         | OABF02        | 1,53                              |
| 738          | 10        | Game Done Changed                               | Nebezpečná hra                                        | Timothy Bailey      | Ryan Koh                                | 4. prosince 2022   | 8. února 2023                          | 28. června 2023                         | OABF03        | 1,16                              |
| 739          | 11        | Top Goon                                        | Hráč rváč                                             | Chris Clements      | Joel H. Cohen                           | 11. prosince 2022  | 8. února 2023                          | 29. června 2023                         | OABF04        | 3,52                              |
| 740          | 12        | My Life as a Vlog                               | Můj život je vlog (Disney+) Život online (Prima Cool) | Debbie Mahanová     | Jessica Conradová                       | 1. ledna 2023      | 8. února 2023                          | 29. června 2023                         | OABF05        | 1,02                              |
| 741          | 13        | The Many Saints of Springfield                  | Springfieldští svatí                                  | Bob Anderson        | Al Jean                                 | 19. února 2023     | 19. dubna 2023                         | 29. června 2023                         | OABF06        | 1,37                              |
| 742          | 14        | Carl Carlson Rides Again                        | Carl Carlson opět v sedle                             | Michael Polcino     | Loni Steele Sosthandová                 | 26. února 2023     | 19. dubna 2023                         | 29. června 2023                         | OABF07        | 1,18                              |
| 743          | 15        | Bartless                                        | Život bez Barta                                       | Rob Oliver          | John Frink                              | 5. března 2023     | 19. dubna 2023                         | 30. června 2023                         | OABF08        | 0,93                              |
| 744          | 16        | Hostile Kirk Place                              | Diktátor Van Houten                                   | Steven Dean Moore   | Michael Price                           | 12. března 2023    | 19. dubna 2023                         | 30. června 2023                         | OABF09        | 0,77                              |
| 745          | 17        | Pin Gal                                         | Oželte kuželnu                                        | Chris Clements      | Jeff Westbrook                          | 19. března 2023    | 19. dubna 2023                         | 30. června 2023                         | OABF10        | 0,86                              |
| 746          | 18        | Fan-ily Feud                                    | Válka foloušků                                        | Timothy Bailey      | Broti Guptaová                          | 23. dubna 2023     | 21. června 2023                        | 30. června 2023                         | OABF11        | 1                                 |
| 747          | 19        | Write Off This Episode                          | Daňově odečitatelný díl                               | Matthew Nastuk      | J. Stewart Burns                        | 30. dubna 2023     | 21. června 2023                        | 1. července 2023                        | OABF12        | 0,89                              |
| 748          | 20        | The Very Hungry Caterpillars                    | Hladové housenky                                      | Gabriel DeFrancesco | Brian Kelley                            | 7. května 2023     | 21. června 2023                        | 1. července 2023                        | OABF14        | 0,82                              |
| 749          | 21        | Clown V. Board of Education                     | Škola šaškovských umění                               | Lance Kramer        | Jeff Westbrook                          | 14. května 2023    | 21. června 2023                        | 1. července 2023                        | OABF15        | 0,77                              |
| 750          | 22        | Homer's Adventures Through the Windshield Glass | Homer v Říši za čelním sklem                          | Bob Anderson        | Tim Long                                | 21. května 2023    | 21. června 2023                        | 1. července 2023                        | OABF13        | 0,87                              |